# Polikarpow R-1
Die Polikarpow R-1 (russisch Поликарпов Р-1) war ein sowjetisches militärisches Mehrzweckflugzeug. Eingesetzt wurde sie zur Aufklärung, als leichter Bomber, zur Schulung und als Erdkampfflugzeug; eine zivile Version diente zur Postbeförderung. Sie war das erste Flugzeug, das in Massenproduktion gefertigt und an die sowjetischen Luftstreitkräfte ausgeliefert werden konnte, und trug so zur Unabhängigkeit der sowjetischen Luftfahrtindustrie von Importen bei.

## Entwicklung
Im Bestand der noch jungen Roten Luftflotte befanden sich mehrere Flugzeuge der Typen De Havilland D.H.4 und D.H.9, die teils von der alten zaristischen Luftwaffe übernommen und teils von den britischen Interventionstruppen während des Bürgerkrieges erbeutet wurden und mit denen die sowjetischen Piloten sehr zufrieden waren. Im Alter von 26 Jahren wurde Nikolai Polikarpow 1918 zum Leiter des Staatlichen Flugzeugwerkes Nr. 1 (russisch Государственный авиационный завод № 1 [ГАЗ № 1]) in Moskau ernannt. Dieses sollte die vorhandenen Flugzeuge warten, instand setzen sowie neue Entwürfe realisieren. Polikarpow überarbeitete daraufhin drei Jahre lang die Konstruktionsunterlagen und passte sie bis 1921 den Möglichkeiten der sowjetischen Industrie an.
Die ersten 1920/21 neugefertigten Flugzeuge waren 20 Maschinen des Typs D.H.4 mit italienischen Fiat A.12-Triebwerken. Ein Exemplar erhielt 1923 zu Erprobungszwecken einen deutschen 260-PS-Maybach-Motor MB IVa, ein anderes stromlinienförmige Stahlrohrverstrebungen. Ebenfalls versuchsweise bekam eine Maschine 1924 ein dickeres Flügelprofil.
In den Jahren 1922–1923 erschienen dann die ersten reinen, auf der D.H.9 basierenden R-1 (Raswedtschik, Aufklärer).Die dazugehörigen Zellen wurden größtenteils in Großbritannien gekauft. Sie unterschieden sich von der D.H.9 hauptsächlich durch die weiter nach hinten versetzten Kabinen. Als Antrieb diente ein Sechszylinder-Reihenmotor Mercedes D IVa mit 260 PS (191 kW) Leistung, von dem 100 Stück hergestellt wurden.
Ein Jahr später verließ eine weitere Serie von 130 R-2 mit britischen Armstrong Siddeley Puma-Sechszylindermotoren die Werkhallen. Diese Variante wurde hauptsächlich als Übungsflugzeug an den Fliegerschulen eingesetzt. 1925 flog A. N. Jekatow mit einer R-2 von Moskau nach Peking.
Ab Herbst 1923 erschien dann die mit dem M-5, einem Lizenzbau des US-amerikanischen Liberty-L-12-Motors, ausgestattete endgültige R-1-Serienversion, die bis 1931 in einer Stückzahl von etwa 2800 Flugzeugen produziert wurde. Mit diesem Flugzeug unternahm Michail Gromow im Sommer 1925 einen Fernflug auf der Strecke Moskau–Peking–Tokio. Im Jahr darauf wurden mit R-1 zwei weitere Fernflüge durchgeführt; der Erste durch Maissejew über etwa 6200 km von Moskau nach Teheran und der Zweite durch Mescheraup von Moskau nach Angora über etwa 5800 km.

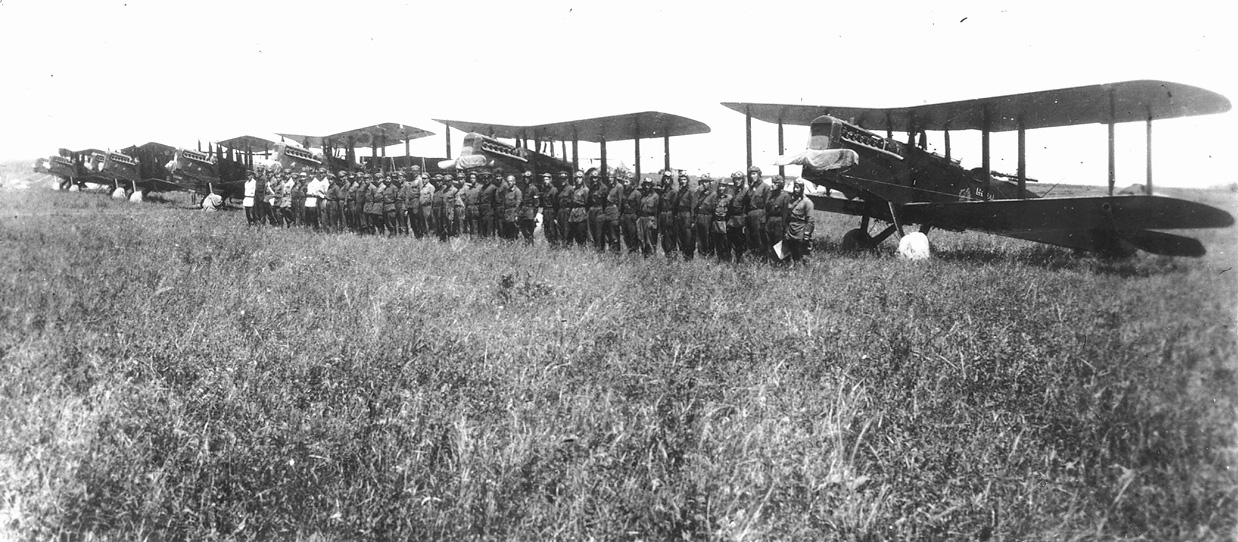
R-1 während des chinesischen Eisenbahnkriegs (1929)

Als die verfügbaren Puma-Antriebe zur Neige gingen, wurde beschlossen, den deutschen BMW-IVa-Motor einzubauen. Die Pläne dazu wurden ab Ende 1926 von Jewgeni Stoman erstellt und von April bis Mai 1928 in einer R-1 praktisch erprobt. Anschließend begann der Serienbau im Flugzeugwerk Nr. 31 in Taganrog, wo bis Ende 1929 83 Flugzeuge mit diesem Antrieb hergestellt wurden.
Eine andere Ausführung war die MR-1, die mit von Polikarpow konstruierten Sperrholzschwimmern versehen war. Im Gegensatz zur Landversion hatte sie einen verstärkten Unterflügel und Rumpfboden sowie ein verändertes Seitenleitwerk. Nach Versuchen im Winter 1925, bei denen sich die Schwimmerverstrebungen als unzureichend erwiesen, wurde das Schwimmerwerk verstärkt und im Herbst 1926 von Michail Gromow erprobt. Von der MR-1 wurden 1927/28 124 Stück gebaut und bis 1932 eingesetzt.
Es folgte die vom in der UdSSR arbeitenden deutschen Ingenieur Münzel entworfene PM-2 mit Aluminium-Schwimmkörpern, die im Herbst 1927 von J. N. Moissejew getestet, aber wegen der allgemeinen Rohstoffknappheit nicht in Serie hergestellt wurde.

## Technische Beschreibung
Der Rumpf der R-1 bestand aus einer Kiefernholz-Gitterkonstruktion, der Vorder- und Mittelteil wurde mit 3 mm Sperrholz verkleidet, der Rest mit Stoff bespannt. Das Tragflächengerüst hatte zwei Kastenholme und im Tragflächenmittelstück zwei Doppel-T-Holme, die Flügelrippen bestanden aus Kiefernholz mit Sperrholzstegbrettern. Das Leitwerk war verspannt, der Einstellwinkel des Höhenleitwerks konnte während des Fluges verstellt werden. Das Hauptfahrwerk war starr und hatte eine durchgehende Achse. Im Winter konnten Skier montiert werden. Der Hecksporn war gummigefedert.

## Technische Daten

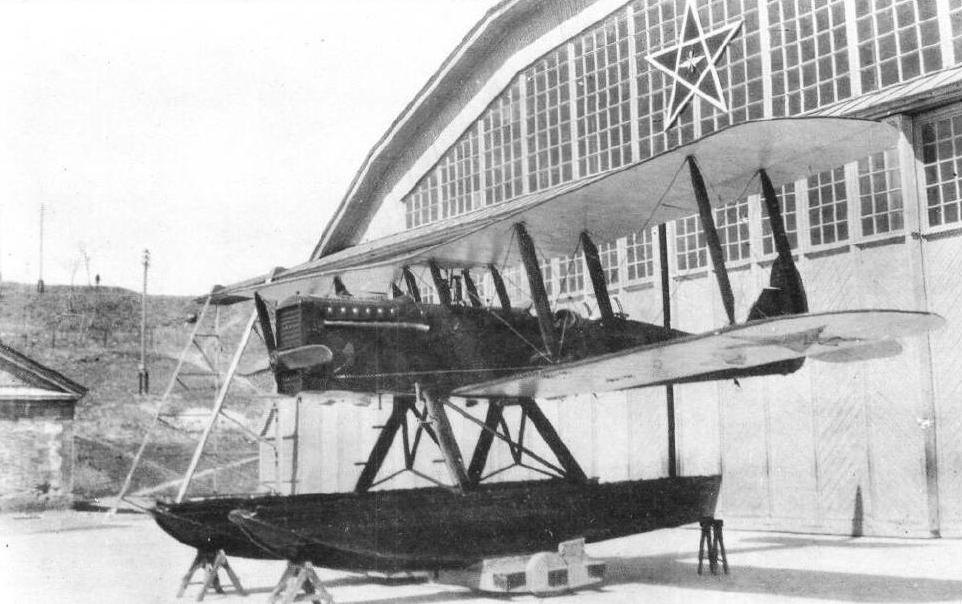
Die Schwimmerversion MR-1

Dreiseitenriss

| Kenngröße             | R-1                                                       | MR-1                              |
| --------------------- | --------------------------------------------------------- | --------------------------------- |
| Konzeption            | Mehrzweckflugzeug                                         | Mehrzweckflugzeug                 |
| Konstrukteur(e)       | Nikolai Polikarpow                                        | Nikolai Polikarpow                |
| Hersteller            | Duks                                                      | Duks                              |
| Baujahr(e)            | 1923–1931                                                 | 1927–1928                         |
| Besatzung             | 2                                                         | 2                                 |
| Länge                 | 9,24 m                                                    | 10,58 m                           |
| Flügelspannweite      | 14,02 m                                                   | 14,02 m                           |
| Höhe                  | 3,50 m                                                    |                                   |
| Flügelfläche          | 45,65 m²                                                  | 44,54 m²                          |
| Leermasse             | 1463 kg                                                   | 1830 kg                           |
| Startmasse            | 2217 kg                                                   | 2580 kg                           |
| Antrieb               | ein wassergekühlter V12-Motor M-5                         | ein wassergekühlter V12-Motor M-5 |
| Startleistung         | 294 kW (400 PS)                                           | 294 kW (400 PS)                   |
| Höchstgeschwindigkeit | 185 km/h in Bodennähe                                     | 179 km/h in Bodennähe             |
| Steigzeit             | 4,5 min auf 1000 m Höhe 16,5 min auf 3000 m Höhe          | 8,8 min auf 1000 m Höhe           |
| Landegeschwindigkeit  | 90 km/h                                                   | 100 km/h                          |
| Startstrecke          | 250 m                                                     | k. A.                             |
| Dienstgipfelhöhe      | 5000 m                                                    | 3680 m                            |
| Reichweite            | 750 km                                                    | 650 km                            |
| Flugdauer             | 4 h                                                       | 4 h                               |
| Bewaffnung            | ein starres 7,62-mm-MG PW-1 zwei bewegliche 7,62-mm-MG DA | k. A.                             |